# Usina Termelétrica GNA I
A Usina Termelétrica GNA I é uma usina de energia localizada no município de São João da Barra, no estado do Rio de Janeiro.

## Histórico
A UTE GNA I fica localizada no Porto do Açu, ao norte do estado do Rio de Janeiro, sendo a maior usina a gás natural em operação no Sudeste e a segunda maior do Brasil. 
É a primeira usina da Gás Natural Açu (GNA), joint venture formada pela Prumo Logística, BP, Siemens e SPIC Brasil.
Em 2014 foi realizado o Leilão A-5 da ANEEL. Em dezembro de 2017, a ANEEL aprovou sua transferência ao Porto do Açu.
A usina entrou em operação em setembro de 2021, tendo sido investidos R$ 5 bilhões no projeto. 
Na mesma data, foi anunciado o início das obras da UTE GNA II, com 1.700 MW de capacidade instalada. Juntas, as duas usinas terão 3 mil MW.
No meio da construção da GNA I e no final do período de aporte de capital pelos acionistas, a Prumo Logística ficou sem recursos para aportar no usina, uma vez que o fundo da EIG Global Energy Partners esgotou os recursos alocados para aquele investimento. Com isso, a Prumo foi obrigada a vender sua participação tanto na GNA I como na GNA II para SPIC Brasil, para manter uma pequena participação na GNA I e obter capital para a construção da GNA II.  
Também ocorreram alguns problemas na construção do GNA I. O projeto de engenharia executado pela Siemens apresentou erros e uma das fixações de um dos geradores apresentou uma diferença de mais de 30 cm entre o furo por onde seria passado o parafuso de fixação e o parafuso de fixação chumbado no concreto, resultando em uma fixação falha onde somente 3 dos 4 parafusos previstos foram efetivamente usados.
Um outro erro ocorreu durante o comissionamento da turbina a vapor pela Siemens. Esqueceram que colocar óleo lubrificante nos mancais da turbina resultando em danos a mesma.
Como a estruturação financeira da GNA I teve custos altos, devido impossibilidade da Prumo oferecer fianças bancárias de completion para o BNDES. Siemens e BP decidiram fazer uma consulta ao mercado para escolher o estruturador financeiro da GNA II. A Prumo impôs que pelos menos metade da estruturação ficasse com a Lakeshore, estruturador da GNA I e grande parceiro da Prumo.
Após a escolha do vencedor, em NY, a BP fez uma denúncia de compliance aos demais sócios da GNA, pois em uma reunião com o Bradesco em NY, a BP foi informada que a processo de escolha não tinha sentido, uma vez que Bradesco e Santander como bancos financiadores da Prumo tinham o direito garantido de serem os estruturadores da GNA II. Este fato ocorreu depois de meses de processo de escolha e depois de escolhido o banco vencedor.
Como resultado dessa reunião, Santander e Bradesco ficaram com metade do mandato e Lakeshore com o restante. Outro resultado foi a venda de grande parte da participação da Prumo nas GNAs.
Um outro fato obscuro foi a saída do IFC (International Finance Corporation) do financiamento da GNA I em 2021, apenas 2 anos após o primeiro desembolso.
O mercado financeiro brasileiro recebeu a informação que o IFC não queria mais participaria de um projeto onde havia um acionista chinês. Como o IFC é uma instituição multilateral, esse argumento não parece razoável.

## Capacidade energética
A termelétrica é composta por 3 turbinas a gás e 1 turbina a vapor que, juntas, são responsáveis por gerar 1,3 GW em ciclo combinado, o que contribui para o aumento da eficiência na geração de energia.
A energia gerada pela usina é conectada ao SIN (Sistema Interligado Nacional)– por meio de uma Linha de Transmissão de 345 kV de, aproximadamente, 52 km de extensão, na subestação de Campos dos Goytacazes.
A usina conta com um terminal de GNL, onde está atracada a FSRU BW Magna, com capacidade para armazenar e regaseificar até 28 milhões de m³ de gás por dia, além de uma linha de transmissão de 345 kV conectada ao Sistema Interligado Nacional (SIN).